# 톈진 경제기술개발구

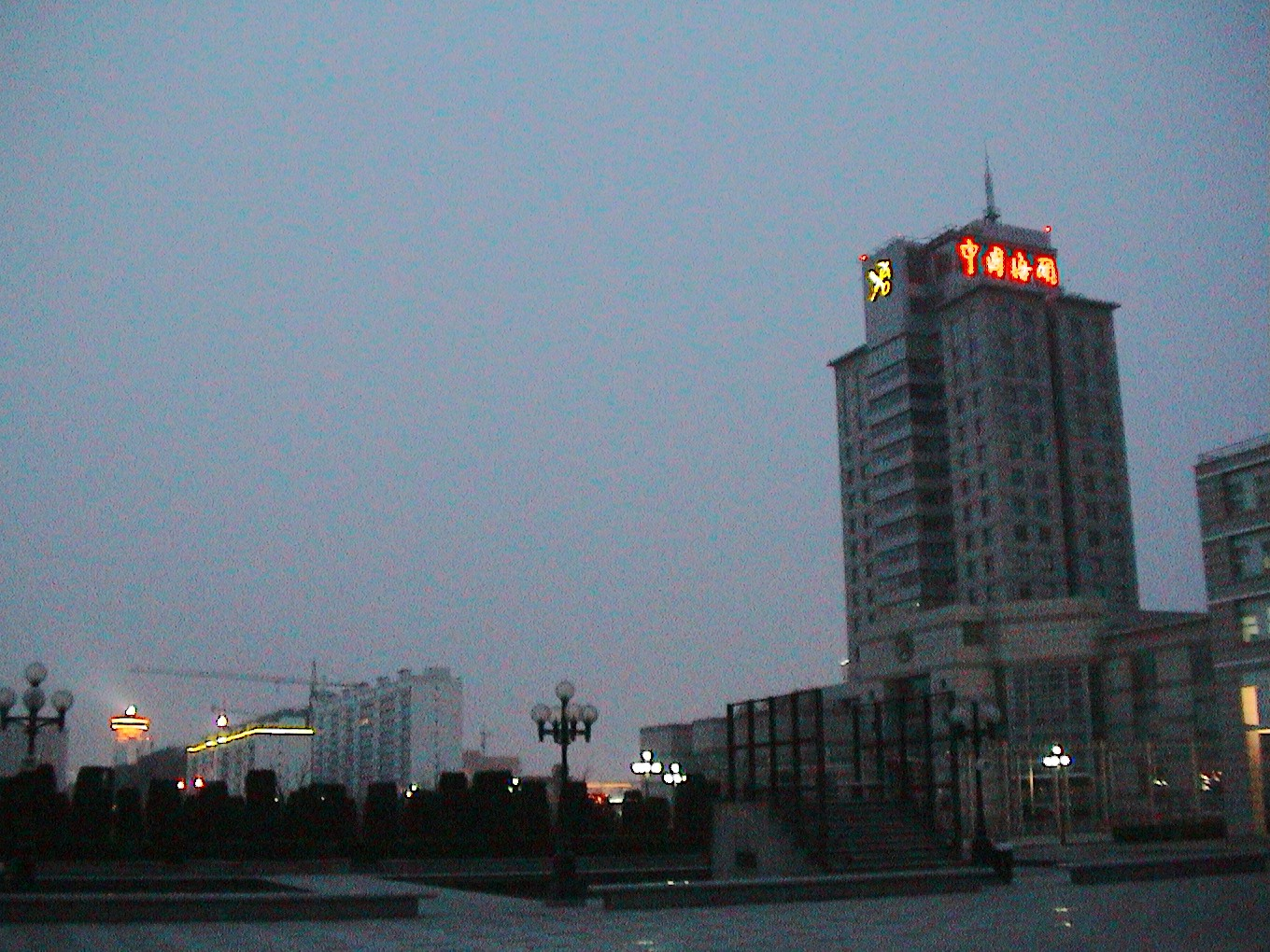
톈진 타이다(TEDA) 세관(2003)

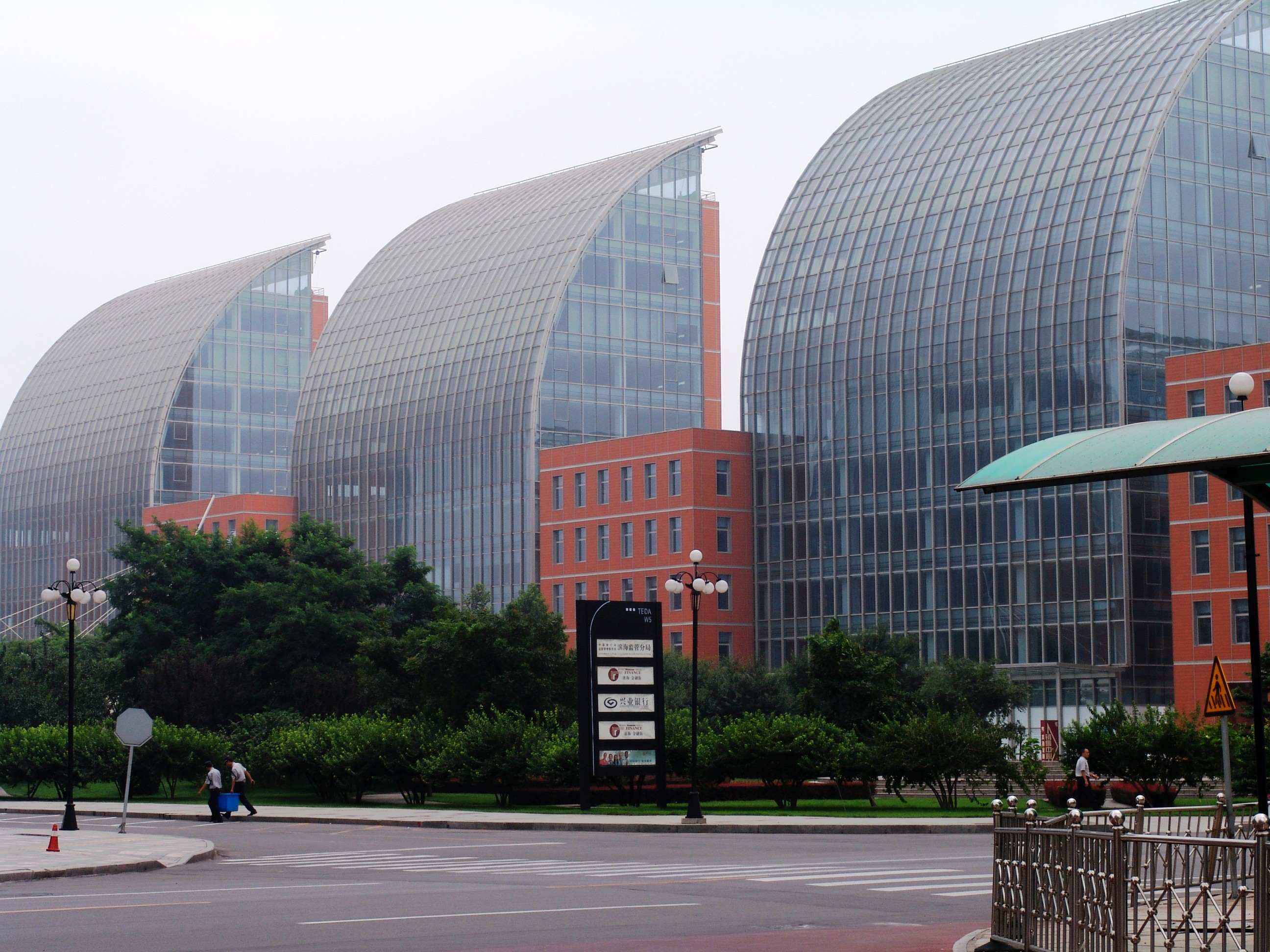
TEDA 금융가 (2004)

톈진 경제기술개발구 (Tianjin Economic-Technological Development Area, 天津經濟技術開發區)은 TEDA(중국어 간체자: 泰达, 정체자: 泰達, 병음: tài dá 타이다[*])하고 하며, 중화인민공화국 톈진시 탕구 구에 있는 자유시장 구역이다.
1984년 말에 형성되어, 현재는 상하이와 견줄만큼 외국인 무역이 활발하게 이뤄진다. 타이다는 해변의 넓은 지역에 조성되었으며, 항구와 비즈니스 빌딩, 도시 주거지, 그리고 잘 연결된 교통망을 모두 포함한다. 타이다에는 톈진 연고지의 프로 축구팀 《톈진 타이다 FC》가 주경기장으로 사용하는 2004년에 준공된 타이다 축구경기장을 갖추고 있다.
이 지역 최대의 다리는 바이허 톨게이트 다리로 타이다의 한쪽 끝단과 다른쪽 부분을 연결한다.
기술적으로는 톈진의 일부이지만, 타이다는 독립된 도시와 같은 기능을 하며, 시내 중심가에서 40분 거리에 있다.

## 교통
- 타이다 역

## 같이 보기
- 빈하이 신구